# Allactaga sibirica
Allactaga sibirica е вид бозайник от семейство Тушканчикови (Dipodidae).

## Разпространение
Видът е разпространен в Казахстан, Киргизстан, Китай, Монголия, Русия, Туркменистан и Узбекистан.